# Backmasking
Backmasking (z ang. „tylne, wsteczne maskowanie”) – wykorzystywana głównie w muzyce metoda ukrywania wiadomości, możliwej do odczytania tylko przy wstecznym przesłuchaniu utworu (tekstu).
W muzyce backmasking został spopularyzowany przez zespół The Beatles, który użył tej techniki w albumie Revolver, nagrywając wokal i instrumenty od tyłu.